# Some enchanted evening
"Some Enchanted Evening" es una canción compuesta en 1949 por Richard Rodgers y Oscar Hammerstein II para el musical South Pacific. Posteriormente apareció en la película del mismo nombre donde era interpretada por Rossano Brazzi.
La canción se compone solo de tres versos para el personaje masculino principal, Emile. En el que se describe el mundo extraño que percibe el protagonista y sobre el amor hacia su enamorada.
La canción dice, que cuando se encuentra su "verdadero amor", se debe "volar a su lado, y hacerlo suyo propio".

## Versiones de la canción
- Ezio Pinza (grabado el 18 de abril de 1949, con el Elenco original del show de Broadway South Pacific)
- Perry Como (1949)
- Frank Sinatra (1949), (1963), (1967)
- Bing Crosby (1949)
- Al Jolson (1949)
- Jo Stafford (1950)
- Eddie Calvert (1951)
- Giorgio Tozzi (1958)
- Andy Williams (para el álbum de 1958, Andy Williams Sings Rodgers and Hammerstein)
- Carl Mann (1960)
- Jay and the Americans (1965)
- Jane Olivor, para el álbum de debut First Night (1976)
- Ray Charles, para su álbum de 1979 Ain't It So.[2]
- José Carreras (1986) grabación de South Pacific con Kiri Te Kanawa, Mandy Patinkin and Sarah Vaughan
- Willie Nelson para el álbum de 1988, What a Wonderful World
- Barbra Streisand (para el álbum de 1993 Back to Broadway)
- The Temptations (1995, For Lovers Only)
- Bryn Terfel  – Something Wonderful: Bryn Terfel Sings Rodgers and Hammerstein (1996)
- Philip Quast, álbum homenaje a South Pacific
- Art Garfunkel (para el álbum de 2007 Some Enchanted Evening)
- Paulo Szot – South Pacific (The New Broadway Cast) (2008)
- Harry Connick, Jr. para el álbum de 2009 Your Songs)
- Alfie Boe, para el álbum de 2010, Bring Him Home
- Jackie Evancho, para el álbum de 2012, Songs from the Silver Screen
- Il Divo, el cuarteto vocal de cantantes masculinos; el tenor suizo Urs Bühler, el barítono español Carlos Marín, el tenor estadounidense David Miller y el cantante pop francés Sébastien Izambard, grabaron la canción para el álbum A musical affair de Il Divo (2013).
- Bob Dylan, para el álbum de 2015 Shadows in the Night